# Staubsturm (Mars)
Staubstürme auf dem Mars erreichen durch die dünne Marsatmosphäre (ca. 1,2 % der Dichte der Erdatmosphäre) hohe Windgeschwindigkeiten um die 100 km/h, allerdings nur einen geringen Winddruck. Ihre Intensität ist also viel geringer als die von Stürmen auf der Erde. Sie können sich jedoch über große Flächen ausdehnen und sogar den gesamten Planeten einhüllen.
Die aktuelle Forschung beschäftigt sich unter anderem damit herauszufinden, wann und unter welchen Voraussetzungen globale Staubstürme auf dem Mars entstehen.
Durch starke Winde, welche häufig auf dem Mars auftreten, kann ein kleiner Staubsturm entstehen. Diese können sich zu größeren Stürmen erweitern. Wenn ein Sturm entstanden ist, kann er mehrere Wochen bis Monate andauern.
Durchschnittlich alle drei Marsjahre (ca. 5½ Erdjahre) entwickeln sich aus normalen Staubstürmen innerhalb weniger Wochen globale Stürme, die den gesamten Planeten einhüllen. Ein globaler Staubsturm beginnt üblicherweise auf der südlichen Hemisphäre. Aufgewirbelter Staub wird dann durch eine intensivierte Hadley-Zirkulation an andere Stellen des Planeten transportiert. Staubstürme, die sich auf der nördlichen Hemisphäre befinden, weiten sich anscheinend nicht global aus.

## Entstehung

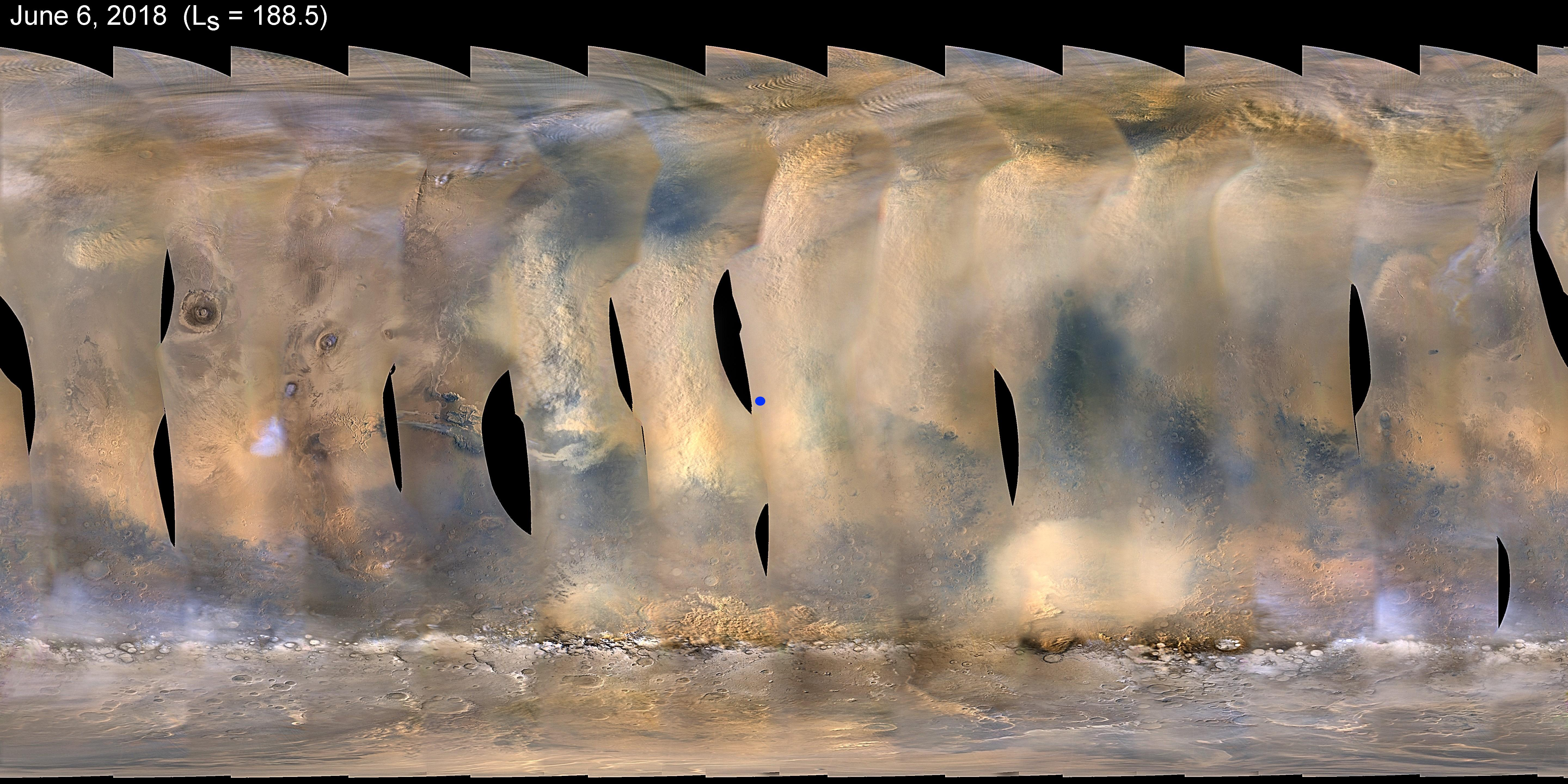
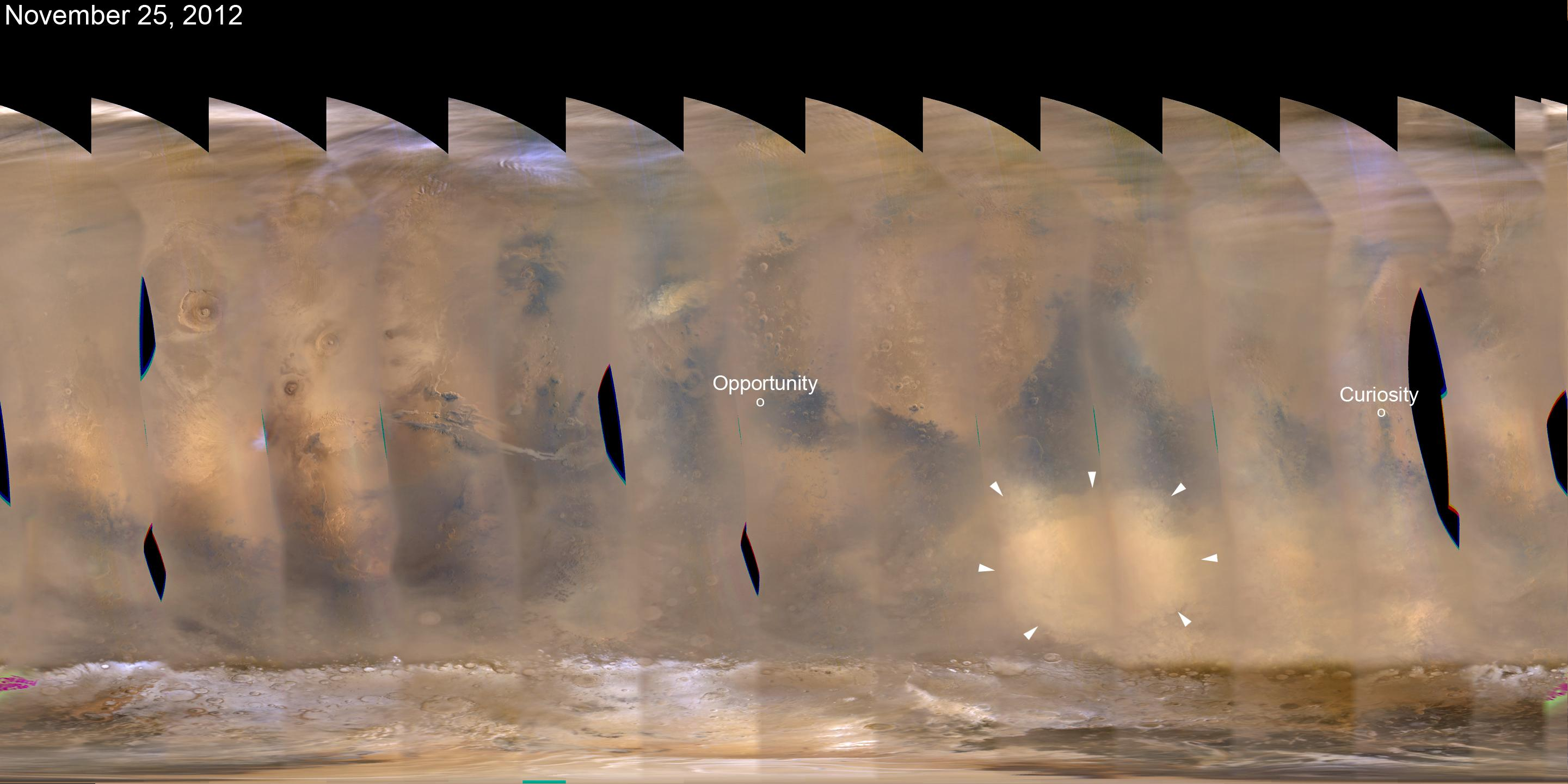
Regional entstehender Staubsturm, 25. November 2012
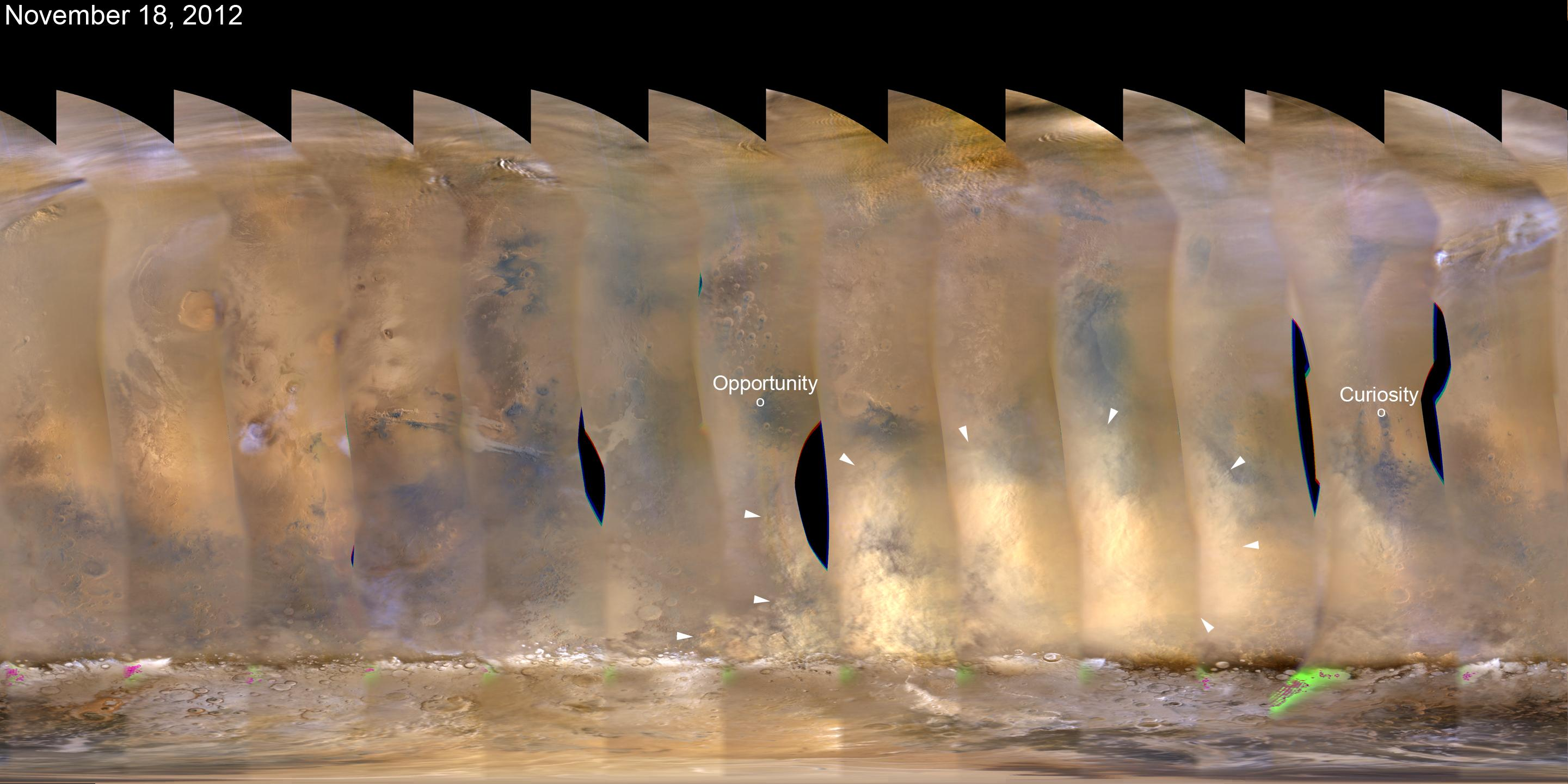
18. November 2012

Wenn Sonnenlicht auf den Boden trifft, wird die Marsluft in Bodennähe aufgewärmt, während die oberen Atmosphärenschichten noch kühl bleiben. Dadurch werden die warmen und kalten Luftschichten instabil. Die warme Marsluft steigt nach oben und nimmt den feinen Marsstaub mit. Die geringere Oberflächengravitation des Mars (38 % der irdischen Fallbeschleunigung) begünstigt das Aufsteigen des Staubs in größere Höhen.
Staub wird durch mehrere unterschiedliche Mechanismen in die Atmosphäre gebracht, unter anderem durch Wind an der Oberfläche, Staubteufel oder Saltation. Diese Mechanismen hängen von der Größe der Staubpartikel ab. Damit grobkörnige Partikel durch den Saltationsprozess aufsteigen können, muss die Windgeschwindigkeit Werte zwischen 25 und 30 Meter pro Sekunde erreichen. Die Saltation von Staub, der größere Körner enthält, kann dazu führen, dass feinere Partikel mit angehoben werden. Dies kann nachfolgend zu lokalen, regionalen und globalen Staubstürmen führen, da diese feinen Partikel länger in der Atmosphäre verbleiben. Da Staubteufel relativ häufig auf der Marsoberfläche auftreten, wurde vorgeschlagen, dass auch sie für die Anhebung aller Größen von Staubteilchen verantwortlich sein könnten.
Nachdem der Staub die Atmosphäre erreicht hat, kann er einige Stunden, Tage, oder im Falle eines lokalen Staubsturms auch mehrere Tage oder Wochen dort verbleiben. Staub kann zu anderen Orten auf dem Planeten durch die globale Zirkulation (Hadley-Zellen oder planetarische Wellen) gebracht werden oder auch durch mesoskalige und lokale Winde. Der meridional aufsteigende Teil einer Hadley-Zelle hebt warme Marsluft bis zu 40 km während des Südsommers in die Höhe und transportiert sie in die nördliche Hemisphäre. Der südwärtige Fluss einer Hadley-Zirkulation wurde durch MOC-Bilder im Marsjahr (MY) 24 beobachtet, als mehrere regionale Staubstürme auftraten.
Der Mechanismus, der diese planetenweiten Staubstürme verursacht, ist weiterhin kaum verstanden. Staub in der Marsluft beeinflusst die atmosphärische Temperatur und hat einen bedeutenden Effekt auf die allgemeine Zirkulation in der marsianischen Atmosphäre. Deshalb müssen bei einer Modellierung von globalen Klimamodellen die Strahlungseffekte des Marsstaubs berücksichtigt werden. Während des Tages absorbiert der Staub die Sonnenstrahlung und wärmt die untere Atmosphäre durch diabatische Heizung. Dadurch könnte der Staub z. B. die Hadley-Zirkulation beeinflussen. Im Vergleich zu einer staubfreien Atmosphäre lässt eine Erhöhung des Staubgehalts der Atmosphäre die meridionale Zirkulation vertikal und horizontal ausdehnen.
Größere Staubstürme treten normalerweise während des Sommers der marsianischen Südhemisphäre auf. Wie auf der Erde werden auf dem Mars die Jahreszeiten durch die Neigung der Achse verursacht. Die Umlaufbahn des Mars ist jedoch sehr viel elliptischer als die der Erde. Dadurch erhält der Planet in Sonnennähe weit mehr Strahlung als in Sonnenferne, und die Südsommer sind wärmer als die Nordsommer. Wissenschaftler sind sich noch nicht sicher, weshalb so lange Zeiträume zwischen dem Auftreten von Staubstürmen existieren.
Laut James Shirley vom Jet Propulsion Laboratory scheinen globale Staubstürme dann mit einer höheren Wahrscheinlichkeit aufzutreten, wenn der Bahndrehimpuls des Mars zunimmt. Andere Planeten beeinflussen den Impuls des Mars, wenn er den Schwerpunkt des Sonnensystems umkreist. Das Drehmoment, der durch die anderen Körper des Sonnensystems entsteht, variiert mit einer Zykluszeit von 2,2 Jahren. Dies ist länger als die Umlaufszeit des Mars, welche ungefähr 1,9 Jahre beträgt. Shirley fand heraus, dass globale Staubstürme dann auftreten, wenn dieses Drehmoment während des ersten Teils der Staubsturmsaison zunimmt. Keiner der bekannten globalen Staubstürme trat in Jahren auf, in denen das Drehmoment während des ersten Teils der Staubsturmjahreszeit abnahm.
Diese physikalische Hypothese sagt voraus, dass eine schwache Kopplung der Orbital- und Rotationsbewegungen von ausgedehnten Körpern (wie anderen Planeten) eine Modulation von Zirkulationsströmen in ihren Atmosphären hervorrufen kann. Mit dieser Hypothese werden Zyklen der Intensivierung und Abschwächung von großräumigen Zirkulationsströmungen vorhergesagt, wobei die Phasenlage dieser Änderungen direkt mit der Änderungsrate des Bahndrehimpulses bezüglich des Trägheitsrahmen verbunden ist. Die Hypothese wurden durch Vergleiche zwischen berechneten dynamischen Zeitreihen der zeitlichen Änderungsrate des Bahndrehimpulses und historischen Beobachtungen bestätigt.

## Ablauf eines globalen Staubsturms

Mars vor und während eines Staubsturms (Juli 2018)

Laut Gierasch (1974) läuft die Sturmentstehung folgendermaßen ab: Ein oder mehrere regionale Stürme entwickeln sich während des südlichen Marssommers oder -frühlings in einer von drei bevorzugten Regionen:
- in den abschüssigen Ebenen zwischen dem nordwestlichen Rand des Hellas Bassins und dem Noachis-Hochland,
- in den Ebenen im Westen, Süden und südöstlich von Claritas Fossae,
- in der Tiefebene Isidis Planitia östlich von Syrtis Major.

Diese lokalen Staubstürme dehnen sich innerhalb eines Zeitraums von typischerweise vier Tagen weiter aus. Während weiterer vier Tage beschleunigt sich die Ausdehnung, es entwickeln sich neue Aktivitätszentren, während sich bestehende verbinden.
Zuerst beginnt die Sturmerweiterung hauptsächlich in einer Ost-West-Richtung. Nach weiteren 5 bis 10 Tagen hat dann der Staub den gesamten Planeten eingenommen. Viele der Kernregionen, die sich während der Anfangsphase aufgebaut hatten, bleiben weiterhin aktiv und sind auch während der späteren Phasen des Sturms unterscheidbar. Sobald ein großer Staubsturm seine Endphase erreicht hat, bildet sich der planetenweite Dunst über eine Periode von mehreren Wochen zurück.

## Liste von Marsstürmen
Die folgende Tabelle listet Beispiele von beobachteten Staubstürmen auf dem Mars. Seit 1924 wurden zehn globale Staubstürme entdeckt. Die tatsächliche Anzahl solcher Ereignisse ist wohl höher. Bevor Mars durch Orbiter permanent überwacht wurde, war die Beobachtung nur mit erdbasierten Teleskopen möglich. In der Saison, in der die Stürme am wahrscheinlichsten auftreten, ist der Mars zur Beobachtung jedoch schlecht positioniert.
| Zeitpunkt  | Marsjahr | Dauer | Bereich | Anmerkungen                                                                             | Ls    | Ursprungsgebiet            |
| ---------- | -------- | ----- | ------- | --------------------------------------------------------------------------------------- | ----- | -------------------------- |
| 1909 (Aug) |          |       |         |                                                                                         |       |                            |
| 1911 (Nov) |          |       |         |                                                                                         |       |                            |
| 1922       |          |       |         |                                                                                         | 192°  |                            |
| 1924 (Okt) |          |       | Global  | Globaler Staubsturm im Mars-Südsommer                                                   | 310°  |                            |
| 1924 (Dez) |          |       |         |                                                                                         | 237°  | Isidis Planitia            |
| 1939       |          |       |         |                                                                                         |       | Utopia ?                   |
| 1941 (Nov) |          |       |         |                                                                                         |       | Südlich Isidis             |
| 1943       |          |       |         |                                                                                         | 210°  | Isidis                     |
| 1956       | MY1      |       | Global  | Globaler Staubsturm im Mars-Südsommer                                                   | 249°  | Hellespontus               |
| 1958       | MY2      |       |         |                                                                                         | 310°  | Isidis                     |
| 1971 (Jul) | MY9      |       |         | Staubsturm im Mars-Südfrühling                                                          | 213°  | Hellespontus               |
| 1971 (Sep) | MY9      |       | Global  | Beobachtet bei Ankunft von Mariner 9, globaler Staubsturm im Mars-Südsommer             | 260°  | Hellespontus               |
| 1973       | MY10     |       | Global  | Globaler Staubsturm im Mars-Südsommer                                                   | 300°  | Solis Planum, Hellespontus |
| 1977 (Feb) | MY12     |       | Global  | Beobachtet von Viking 1/2, globaler Staubsturm im Mars-Südfrühling                      | 205°  | Thamasia Fossae            |
| 1977 (Jun) | MY12     |       |         | Beobachtet von Viking 1/2                                                               | 275°  |                            |
| 1979       | MY13     |       |         | Staubsturm im Mars-Südfrühling                                                          | 225°? |                            |
| 1982       | MY15     |       | Global  | Globaler Staubsturm im Mars-Südsommer                                                   | 208°  |                            |
| 1994       | MY21     |       | Global  | Globaler Staubsturm im Mars-Südsommer                                                   | 254°  |                            |
| 2001       | MY25     |       | Global  | Globaler Staubsturm im Mars-Südfrühling                                                 | 185°  |                            |
| 2007       | MY28     |       | Global  | Globaler Staubsturm im Mars-Südsommer, beobachtet von den Rovern Spirit und Opportunity | 262°  |                            |
| 2012       | MY31     |       |         |                                                                                         |       |                            |
| 2018       | MY34     |       | Global  | Beobachtet von den Rovern Curiosity und Opportunity                                     | 190°  |                            |